# Видеонаблюдение
Видеонаблюдението (на английски: Closed Circuit TeleVision, CCTV – система за телевизия със затворен контур) е процес, който се осъществява с помощта на оптично-електронни устройства, предназначени за визуален контрол или автоматичен анализ на изображения (автоматично разпознаване на лица, регистрационни номера).

## Технически средства

### Видеокамери
Най-популярни за CCTV са видеокамерите на база на ПЗС-матрици. Основни производители на такива матрици са Sony, Panasonic, Samsung, LG, Hynix. Тяхното използване позволява да се създадат достъпни като цена и високи като качество изделия за широко използване. Обикновено разликата между камери, базирани на матрици от различни производители, се проявява в сложни условия за осветление. В гамата продукти на всеки производител присъстват като евтини и стандартни по параметрите матрици, така и матрици с повишена резолюция и/или чувствителност.
Според конструктивните особености камерите се подразделят на:
- Модулни видеокамери – безкорпусни устройства, предназначени за инсталация в различни корпуси (кожуси, полусфери и т. п.).
- Минивидеокамери – видеокамери в квадратни или цилиндрични корпуси, обикновено се използват като готово изделие за инсталация вътре в помещения.
- Ъглови видеокамери – обикновено са полусфера, която се слага на тавана в помещението.1
- Корпусни видеокамери – отделно устройство, което може да бъде използвано в различни условия, като в помещение, така и при използване на херметични корпуси с подгряване извън помещенията. За функциониране на даден тип камера се изисква обектив. Другото име – видеокамери със стандартно изпълнение.
- Термични видеокамери – камери, които „виждат“ в инфрачервения спектър и дават многоцветно изображение с предварително настроена скала на температурите, като червеното е най-топлият цвят, а синият – най-студения.
- Улични видеокамери – всяка видеокамера, инсталирана в съответен корпус с подгряване, или специална видеокамера, подходяща за експлоатация извън помещение.
- Управляеми (поворотни или скоростни видеокамери) – комбинирано устройство, състоящо се от камера, трансфокатор и поворотно устройство. Най-популярни са т. нар. интегрирани камери, направени във вид на купол.
- Хиростабилизирани видеокамери – видеокамери, които се използват на подвижни обекти с цел получаване на стабилизирано изображение.

Според изходния сигнал видеокамерите се подразделят на аналогови и дигитални (работещи в мрежа) IP камери.
Според начина на трансфер на данните видеокамерите се делят на жични и безжични. Последните в състава си имат предаващо устройство и антена. Трансформация на сигнала се осъществява на честотите 2÷2,5 GHz. Към безжичните се отнасят и Wi-Fi-видеокамерите.

### Обективи
Обектив – устройство, предназначено за фокусировка на светлинния поток на матрицата на видеокамерата.
Обективите се делят на монофокални (обектив с постоянно фокусно разстояние), вариофокални (обектив с ръчно променливо фокусно разстояние) и трансфокатори (обектив с дистанционно променливо фокусно разстояние).
Според начина на управление на диафрагмата обективите се делят на обективи с фиксирана диафрагма, с управление на диафрагма Direct Drive и с управление на диафрагма Video Drive.

### Средства за обработка на изображението
Сериен видеокомутатор (Switcher) – устройство за последователен извод на изображение от камерите на 1 монитор. (Остарели след поява на дигитални устройства за запис)
Квадратор – устройство за едновременен извод на изображение от камерите (обикновено 4 или 8) на 1 монитор. (Остарели след поява на дигитални устройства за запис)
Мултиплексор – устройство за едновременен извод на изображение от камери (обикновено 4/8 или 16) на 1 монитор и формиране на последователност на изображения от всички камери за запис на аналогов магнетофон. (Остарели след поява на дигитални устройства за запис)
Матричен видеокомутатор (Matrix switcher) – устройство за едновременен извод на изображение от всяка камера към всеки монитор в системата. Много по-сложно и по-ефективно устройство, спрямо обикновен видеокомутатор.

### Устройства за запис на видео
Видеомагнетофон – устройство за запис върху магнитна лента. Стандартно на касета E-180 може да се запише до 24 часа видео, при понижени изисквания към скоростта на запис до 960 часа. Практически излязло от употреба.
Дигитални регистратори – съвременни устройства за запис върху твърд диск (HDD). Подразделят се на видеосървъри (базирани върху ПК под управление на Windows или Linux, със специализирана платка за видеозахват и софтуерна програма за запис и обработка на видеото, или на специално сглобен специализиран компютър, който е ядро на голяма система за безопасност) и некомпютърни видеорегистратори (DVR) (non-PC или Stand-alone).
Други специализирани регистратори – различни типове устройства се използват за решение на отделни задачи на видеонаблюдението. Например, за запис и съхранение на информацията от камери на системата за видеонаблюдение, в Московския метрополитен се използва взривозащитена флаш-памет.

### Видео/Аудио домофони
Устройства за организация на контрол на достъпа в помещения с функция на видео и/или аудио.

### Спомагателни устройства
Топловизори – устройства за наблюдение на разпределение на температурата на изследваната повърхност, например за намиране на човек през тъмното време от денонощието по топлинното му излъчване.
Автоматични фотокамери – използват се за разширение на възможностите на системите за видеонаблюдение.
Микрофони – използват се за синхронно получаване на видеоизображение и звук. Понякога се използва различно количество на видеокамери и микрофони – асинхронни системи за видеонаблюдение и аудиоконтрол.

### Допълнително оборудване
За организация на видеонаблюдение се използва широк спектър от допълнително оборудване: ИЧ-прожектори, модулатори, усилватели и т.н.

### Система за видеонаблюдение
Система за видеонаблюдение – това е програмно-апаратен комплекс (видеокамери, обективи, монитори, регистратори и др. хардуер), предназначен за организация на видеоконтрол както на локални, така и на териториално-разпределени обекти. Към функции на видеонаблюдение се отнася не само защита от престъпници, но и наблюдение за служителите, посетителите в офиса, на склада или в магазина, контрол на дейност в помещение.
Така, система за видеонаблюдение осигурява:
- визуален контрол на ситуацията на охраняемия обект – предоставяне на информация на пост за наблюдение в режим на реално време;
- организация на непрекъсната видеозапис на видеонаблюдението върху дигитален видеорегистратор, което позволява документално да се потвърди факт на нарушение;
- изпълнение на функциите на охранителна аларма чрез детектори за движение на видеокамери или външни * охранни датчици и информиране на оператора на системата за възникване на тревога в контролираната зона.

Камерите за видеонаблюдение могат да бъдат с различни форми и типове.

## Охранителна система за видеонаблюдение

### Видеонаблюдение в превозни средства
- Видеонаблюдение в автобуси и маршрутни таксита

Основни задачи:
1. Видеозаснемане на правонарушенията в салоните;
2. Контрол на действията и работното време на водача.

Решението се реализира с помощта на организирани видеозаписи във всяко превозно средство.
След завръщането на превозното средство в гаража, информацията от локалните устройства за видеозапис се прехвърля във видео архива на гаражния сървър.
- Видеонаблюдение в електрическите влакове

Основни задачи:
1. Видеозаснемане на правонарушенията в салоните;
2. Контрол на действията на машиниста.

Решението се реализира с помощта на организирани видеозаписи във всеки вагон. В някои случаи видеотранслацията от камерите се извършва в реално време в кабината на машиниста. След завръщането на електрическия влак в депото, информацията от локалните устройства за видеозапис се прехвърля във видео архива на сървъра в депото.
- Видеонаблюдението във вагоните на метрополитена (може да бъде аналогично с видеонаблюдението в електрическите влакове)

Като централизирана система, системата за видеонаблюдение в реално време на този етап е реализирана единствено в Московския метрополитен. Основни задачи:
1. Видеозаснемане на правонарушенията в салоните;
2. Контрол на действията на машиниста;
3. Възможност за бърза реакция на събитията в реално време.

Решението се реализира с помощта на организирани видеозаписи във всеки вагон. След пристигането на мотрисата в депото, информацията от локалните устройства за видеозапис се прехвърля във видео архива на сървъра в депото. При необходимост от решаване на определени задачи за предаване на данни от движещ се вагон в реално време, операторът на Ситуационния център във всеки един момент може да се свърже към всяка от камерите, която е установена във вагоните.
- Видеонаблюдение в автомобил

2007 година отбелязва буен ръст в използването на видеорегистратори в личните автомобили.
Цифровият автомобилен видеорегистратор, съвместно с видеокамера, извършва непрекъснат запис на пътната ситуация. Записът от видеорегистратора се приема като доказателство в съда и помага при намирането на укрил се причинител на ПТП или при доказването на липса на вина.

### Увеселителни и търговски обекти
Основната задача на видеонаблюдението в казино е да се осигури запазването на имуществото на компанията. Едно от задълженията на оператора е следенето на недобросъвестния персонал, мошеници, мониторинг на кражбите. В идеалния случай операторът знае всички правила на казиното, основните стратегии и системи за водене на сметки и отчитане, следи за външния вид и действия на персонала, наблюдава поведението на играчите, четейки езика на тялото.
В големите търговски обекти видеонаблюдението се използва за:
- противодействие на кражбите от страна на посетителите. Чрез взаимодействие на операторите от CCTV с магазинните детективи (сътрудниците на службите по безопасност, намиращи се в търговската зала в полезрението на купувачите) и групите на физическата охрана (формените сътрудниците на СОТ или охранителните фирми, намиращи се на пост) се осъществява негласно постоянно визуално съпровождане на подозрителните лица в магазина.
- контрол на персонала в магазина. При липса на система за контрол на достъпа чрез магнитни карти, видеонаблюдението помага при контролиране на трудовата дисциплина (времето на пристигане и на тръгване на служителите). Също така, поставени в складовите и служебните помещения, видеокамерите помагат на службите за безопасност при анализиране на бизнес-загубите, настъпили в логистичния отдел:
- разследване на прекарването на складови документи без покритие (когато стоката фактически не е докарана, а отговорното лице го е приело фиктивно.)
- разследване на факти, свързани с преоценка на приетата или изпратената стока
- разследване на факти, свързани с увреждане на стоките и преместването им в складовете (поради небрежност или липса на умение)
- осигуряване на общата безопасност. Тъй като при правилен избор на тип камера и монтиране, операторът на видеонаблюдението контролира практически цялата зала, той може с помощта на радиостанция да координира пристигането на сътрудниците на охраната на мястото на пожар, при извършване на противоправни действия, за оказване на първа помощ на нуждаещ се посетител. Прегледът на архивните записи помага при разследване на нещастните случаи с персонала (складовете, като правило са снабдени с оборудване за повдигане и товарене – травмите и други подобни произшествия на такива места не са рядкост)
- тъй като големите търговски комплекси са места, където често се извършват правонарушения и престъпления освен спрямо самия обект, но и спрямо посетителите, наличието на мрежа за видеонаблюдение, с възможност за архивиране на данните, помага при разследването и в редица случаи осуетява кражбите на автомобили от паркингите и другите действия на крадците и джебчиите. Често сътрудниците на правоохранителните органи се обръщат към управата на магазина за предоставяне на архивните видео-данни, когато подобни престъпления са били извършени във визуалния обхват на CCTV.

### Домашен сектор
Една типична система за видеонаблюдение, предназначена за домашна употреба, включва в себе си видеокамера, свързана чрез кабел или безжично към домашна локална мрежа. Към комплекта също така влиза и софтуер за дистанционно наблюдение, видеозапис и управление на записаното съдържание. Връзката се изгражда на база на една или няколко IP-камери.
Предаването на видео сигнала по мрежата изисква съществена широчина на канала за предаване и поради тази причина, с цел компресиране, в системите за видеонаблюдение се използва кодирана информация. По-рано, за изграждане на мрежата са се използвали специализирани устройства за кодиране на предаваните данни. Сега енкодерите се вграждат непосредствено в самите IP-камери.

### Фиксиране на събития
Определен клас търговски системи позволяват интеграция с видеонаблюдение и фиксиране на събитията. Преимуществото на интеграцията с такива системи е възможността за проследяване на фактическото състояние на операциите в реално време. Информацията за всяко действие се отбелязва моментално като допълнителен текст със субтитри, които поясняват всяка изпълнявана операция. Това помага да се контролират действията на операторите, особено когато има критични операции като корекция и анулиране на продажби, сервизно снемане на X и Z отчети от касови апарати, внасяне и теглене на суми и други.
Приложното програмно осигуряване предава информация към системата за видеонаблюдение в следните случаи:
- Сканиране на стоки, избор на стоки, въвеждане на цена и количество;
- Вход и изход на операторите в системата в момента на въвеждане на пароли;
- Изтриване на операции и промяна на съществуващи документи;
- Изпълнение на определени операции, например финансови отчети или операции с парични средства;
- Изменение на настройки, справки и други служебни функции.

Всяка една от тези операции се предава с описание, което позволява детайлно да се контролира всички действия на оператора. Има системи, които позволяват търсене на конкретното събитие по момента на възникване и текста с описание. При авангардни продукти се изпълнява статистическа оценка на събитията и се предполагат действията на операторите. По този начин е възможно да се прогнозират отклоненията от стандартния работен процес и да се отделят единствено съмнителните операции.

## Външно видеонаблюдение
Видеонаблюдението на местата за масово събиране на хора, на местата за провеждане на културни и спортни мероприятия, на специални операции и наземни обекти – това са задачи за затворените системи за външното видеонаблюдение. Често информацията, която се получава от видеокамерите, е ключова за бързо реагиране при нещатни ситуации. Външното видеонаблюдение също така се използва и при спасителни операции и издирване.

## Характеристики и единици за измерване, използващи се в системите за видеонаблюдение
Чувствителността на видеокамерите се характеризира от минималната пролука на диафрагмата (с максимално F-число), показващи видеосигнал с широчина 1 В на тестовата таблица, осветеността на която е 2000 lx, а цветова температура 3200 К. Чувствителността на видеокамерата, определена точно в широкоформатна телевизия, често се бърка в охранителното видеонаблюдение с минималната осветеност.
Минимална осветеност – (в характеристиките на видеокамерите този параметър често е посочен като „чувствителност“) това е най-малката осветеност на обекта, при която видеокамерата дава разпознавателен сигнал, изразяващ се в луксове на обекта. Редица производители използват термина разпознавателен сигнал в широкия смисъл и не посочват нивото на сигнала на изхода на видеокамерата. Това ниво може да съставя дори 10 %, което при включена АРУ ще изглежда значително по-голямо.
Динамичен диапазон на ПЗС – матрицата на видеокамерата се определя като максимален сигнал по отношение към средно квадратичната стойност на фона на експозицията, т.е. съотношението на тъмни и светли обекти в рамките на една картина. Колкото по-високо е това съотношение, толкова повече тъмните елементи ще се виждат на общия светъл фон на картината.
Разрешителна способност на видеокамерата – това е максималното число на линии, които се събират в един кадър на монитора (ТВЛ – телевизионни линии). Обикновено се посочва разделителната способност по хоризонтала, разделителната способност по вертикала е ¾ от хоризонталната.
Разделителната способност на устройствата за обработка и показване на видеоинформацията се измерва, като правило, в пиксели. Това е способността на уреда да наблюдава отделно, да фиксира и (или) показва близко разположени точки на графическия образ на обекта. Измерва се с цифра на отделно показани точки, намиращи се на дюйм едно от друго на повърхността на кадъра. Първото число – броя на точките по хоризонтала, второто – по вертикала. Понякога тя се измерва в CIF.
Съотношение сигнал/шум – това е превишаването на нивото на сигнала над нивото на шума при минимална осветеност, измерва се в dB и зависи от качеството на ПЗС-матрицата на видеокамерата. На екрана шумното изображение изглежда като зърнистост или сняг, а в цветните изображения се появяват къси цветни линии или проблясъци.
Формулата по ток изглежда по следния начин: S/N=20lg(Uc/Uш
Формулата по мощност: S/N=10lg(Pc/Pш)
Скорост на записа (на възпроизвеждане или преглед) – Кадровата честота – брой кадри, които видеосистемата записва (възпроизвежда или предава) за една секунда. Измерва се в кадри в секунда (англ. frames per second, fps). Понякога производителите използват pps – количество на полу-полетата, които се показват от видеосистемата за секунда. 1fps = 2pps.
Режими на запис
- Непрекъснат запис – това е постоянният денонощен запис на видео изображения,
- Запис по разписание – запис в определено време на денонощието,
- Запис по тревога – запис започва при постъпване на определен сигнал,
- Запис по детектор на движението – записът се осъществява само по време на промяна на изображението,
- Експертна запис или запис в ръчен режим – записът започва по команда на оператора (при натискане на бутон).

## Интегрирани системи за безопасност
В настоящо време системите за видеонаблюдение включват в себе си не само стандартните възможности за възпроизвеждане и запис на видеоинформацията от камерата. Без участието на човека, те могат да решават автоматично редица задачи, като се започне от обикновена детекция на движения в обхвата на видеонаблюдението и се стигне до извършването на точно преброяване на преминалите автомобили или хора (система за преброяване на посетителите).
Интегрираните системи за безопасност включват в себе си комплекс от организационни и технически мероприятия за защита на обектите от всякакво несанкционирано проникване, от несанкционирано събиране на конфиденциална информация, от кражби, действия на вандализъм или саботаж. Те намаляват търговските рискове и опасността от спъване на бизнес процесите. Интегрираните системи могат и трябва да бъдат използвани в случаи на настъпване на събития, които са от значение за информационна безопасност – използване в съдебното производство, корпоративните разследвания, при промяна на мениджмънт системата на информационната безопасност на компаниите.
Взаимосвързаните елементи на интегрираните системи за безопасност включват в себе си:
- система за видеонаблюдение, включително тайно видеонаблюдение, дистанционни системи за видеонаблюдение, безжични, разпределени и централизирани системи за видеонаблюдение;
- аудиоконтрол, включващ дистанционен аудиоконтрол;
- системи за контрол на достъпа (СКД), системи за дистанционен контрол и управление на достъпа, системи за контрол на работното време, получаване на информация за местонахождението на сътрудниците в обектите;
- системи за разпознаване на регистрационните номера в паркингите;
- защита с технически средства на помещения и обекти от несанкционирано подслушване, видео шпионаж и събиране на информация (защита от подслушване с помощта на радиоуреди, бръмбари за подслушване, радиоскенери, с помощта на ИК скенери, акустически и вибро-акустически средства за подслушване, контрол на телефонните линии, линии на кабелната телевизия, електрическите мрежи и пр.);
- оборудване за защита от подслушване по време на водене на преговори на открито; защита от радио-управляеми взривни устройства;
- контрол на радиационната безопасност, с цел защита от радиационен терор;
- различни системи за всеобхватна охранна и пожарна сигнализация;
- монтиране на бариери, турникети, шлюзови камери и пр.;
- комплекс от средства за защита от силово проникване или нападение от престъпни групировки.

Интегрираните системи за безопасност могат да бъдат изградени в различни отдалечени обекти с общ център за управление.